# 欧加登乳香树
欧加登乳香树（學名：Boswellia ogadensis）是橄榄科乳香树属的一个种，原产埃塞俄比亚欧加登。